# Pere Samuntada
Pere Samuntada (Sabadell, segle xiii) va ser el fundador de l'Hospital de Beneficència sabadellenc.

## Biografia
Pels volts de 1283 va fundar l'Hospital de Beneficència, en una casa propietat seva, situada a la cantonada del carrer de l'Alt del Pedregar –aleshores, d'en Samuntada– i la travessia de l'Església, aproximadament davant del que avui és una entitat d'estalvi a la pl. del Doctor Robert. S'hi estigué fins al 1698, quan fou traslladat a un edifici més gran a la banda sud de la plaça de Sant Roc, a la cantonada amb el carrer de Sant Pau.
Samuntada també va donar diners per al manteniment de l'Hospital i va ser el fundador del benefici de Sant Joan Evangelista.
Uns cent anys després, l’any 1390, un descendent seu, anomenat Bertran Samuntada, va fer donació d’aquella casa a la universitat i a la vila de Sabadell, que des de llavors, van ser les encarregades d’administrar l’Hospital.
Al barri de la Creu Alta de Sabadell hi ha una escola que duu el seu nom, l'Escola Samuntada, que es va inaugurar al setembre del 1971.